# قلعه سنت‌المو

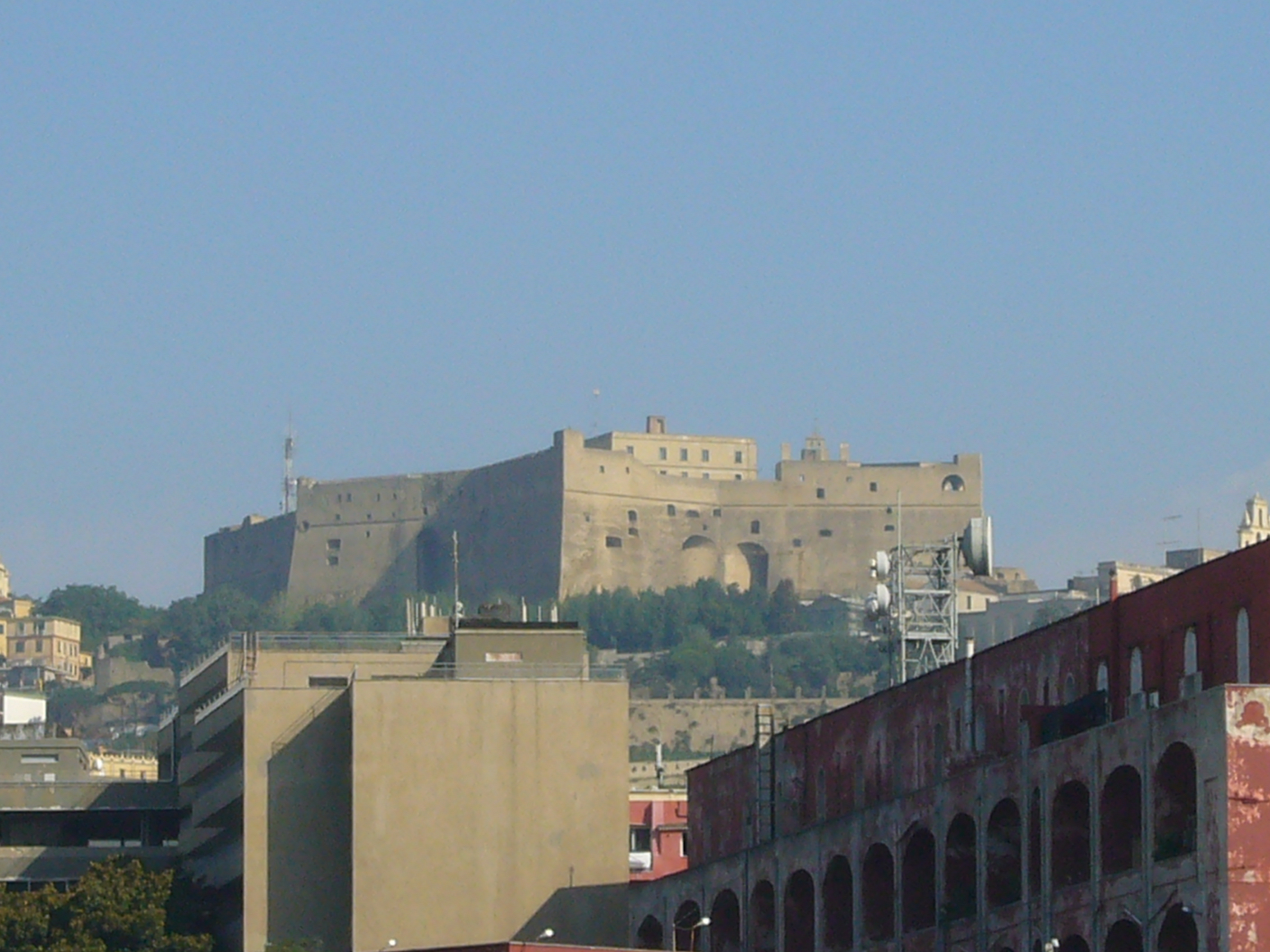
دژ سنت المو

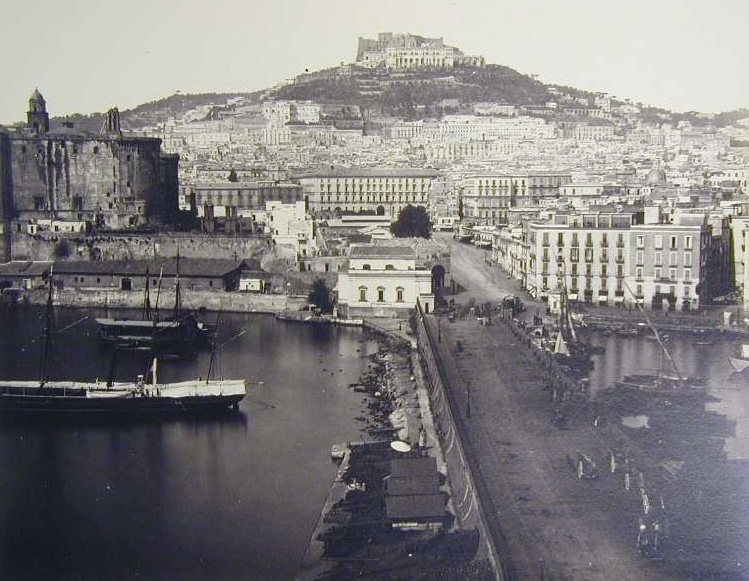
نمایی از شهر ناپل و دژ سنت‌المو، جورجو سومر ، ۱۸۶۰-۷۰

قلعهٔ سنت‌اِلمو (به ایتالیایی: Castel Sant'Elmo) نام دژی در شهر ناپل ایتالیاست در کنار آن صومعهٔ سرتوسا دی سن مارتینو (به ایتالیایی: Certosa di San Martino) قرر دارد. این بنا که در سال ۱۳۲۹ توسط پادشاهی از خاندان آنژو در ناپل بنا شده، بر روی تپه‌ای مشرف به ناپل قرار دارد و از تمام نقاط شهر قابل رویت است، به همین دلیل به عنوان نمادی برای ناپل به شمار می‌رود.